# Pierre-Frédéric Achard
Pierre-Frédéric Achard (Lió, 4 de novembre de 1808 - París, 13 d'agost de 1856) fou un actor francès.
Era fill d'un modest teixidor de seda, i no obstant el desig del seu pare de què també seguis en aquell ofici, no va poder resistir la gran passió que sentia pel teatre. De molt jove va prendre part en diverses representacions d'aficionats, començant ja a distingir-se com a actor. Fou contractat per un teatre de Grenoble, i en aquest començaren una sèrie de triomfs que es repetiren en diverses poblacions, entre elles, Rouen, Saint-Étienne i en el mateix Lió. Després representà a Bordeus, on treballava l'artista Virginie Déjazet, la qual prengué molt d'interès perquè es contractés Pierre-Frédéric al Théâtre du Palais-Royal de París, el públic del qual ella n'era la principal favorita, i Pierre-Frédéric debutà en aquell teatre amb gran èxit, el 10 de juliol de 1834.
Dotat d'una veu molt agradable, en el Conservatori es dedicà a l'estudi del cant, aconseguint el 1835 el segon premi, i l'any següent se'l recompensà amb el primer. Amb els seus nous coneixements Achard se situà en primera línia, i d'aquesta època daten les seves principals creacions, entre d'altres, en Farinelli, La prova d'un opera seria (Campanone), Jiti la Jalocheur, Maîtresse de langues, etc., i sobre tot un Indiana et Charlemagne, vaudeville en el que només hi entren dos personatges, i en el que, junt amb la Déjazet, adquirí tants aplaudiments, que l'obra figura en el cartell del Palais-Royal per espai de molts mesos.
Més tard passà al teatre del Théâtre du Gymnase, però el gènere que es posava en aquella escena no fou favorable al seu talent; no obstant es va fer aplaudir molt en el vaudeville en dos actes Christophe le Cordier, creació seva. Tornà al seu públic del Palais-Royal, i estant en el millor dels seus èxits, adquirí una greu malaltia que en poc temps el prtà al sepulcre. El seu fill Léon (1831-1905), també fou un gran actor.